# Thamnosma texanum
Thamnosma texanum là một loài thực vật có hoa trong họ Cửu lý hương. Loài này được (A. Gray) Benth. & Hook. miêu tả khoa học đầu tiên năm 1862.